# Thüringer Energie Team/Saison 2013
Diese Liste beschreibt die Mannschaft und die Erfolge des Radsportteams Thüringer Energie Team in der Saison 2013.

## Erfolge in der UCI Europe Tour
In den Rennen der UCI Europe Tour Saison 2013 der UCI Europe Tour gelangen die nachstehenden Erfolge.
| Datum    | Rennen                                          | Kat. | Sieger          |
| -------- | ----------------------------------------------- | ---- | --------------- |
| 21. Juni | Deutsche Meisterschaft – Einzelzeitfahren (U23) | CN   | Jasha Sütterlin |
| 9. Juli  | Prolog Giro della Valle d’Aosta (EZF)           | 2.2U | Jasha Sütterlin |
| 14. Juli | 5. Etappe Giro della Valle d’Aosta              | 2.2U | Jasha Sütterlin |

## Zugänge – Abgänge
| Zugänge               | Team 2012                      | Abgänge                   | Team 2013          |
| --------------------- | ------------------------------ | ------------------------- | ------------------ |
| Nikodemus Holler      | Team Specialized Concept Store | Ralf Matzka               | Team NetApp-Endura |
| Jan Brockhoff         | Neoprofi                       | Maximilian Werda          | Team Stölting      |
| Jack Cummings         | Neoprofi                       | Jakob Steigmiller         | Karriereende       |
| Alex Frame            | Neoprofi                       | Benjamin Dietrich         | Karriereende       |
| Maximilian Schachmann | Neoprofi                       | Fabian Thiel (bis 31.07.) | Karriereende       |

## Mannschaft
| Teamkader 2013                      | Teamkader 2013   | Teamkader 2013 | Teamkader 2013                   |
| Name                                | Geburtsdatum     | Land           | Vorheriges Team                  |
| ----------------------------------- | ---------------- | -------------- | -------------------------------- |
| Marcel Barth                        | 22. Mai 1986     | Deutschland    |                                  |
| Jan Brockhoff                       | 3. Dezember 1994 | Deutschland    |                                  |
| Jack Cummings                       | 2. Januar 1994   | Australien     |                                  |
| Alex Frame                          | 18. Juni 1993    | Neuseeland     |                                  |
| Nikodemus Holler (1. Jan.–31. Jul.) | 4. Mai 1991      | Deutschland    | Specialized Concept Store (2012) |
| Maximilian Schachmann               | 9. Januar 1994   | Deutschland    | SC Berlin (2012)                 |
| Moritz Schaffner                    | 15. Oktober 1993 | Deutschland    |                                  |
| Jasha Sütterlin                     | 4. November 1992 | Deutschland    |                                  |
|                                     |                  |                |                                  |
| Quelle: UCI                         |                  |                |                                  |

Anmerkung: Marcel Barth